# Daniel Kehlmann
Daniel Kehlmann, avstrijsko-nemški pisatelj, * 13. januar 1975, München, Nemčija.
Živi in ustvarja v Berlinu in na Dunaju.

## Življenje
Daniel Kehlmann je sin režiserja Michaela Kehlmanna in igralke Dagmar Mettler. Njegov stari oče je bil ekspresionistični pisatelj Eduard Kehlmann, ki je živel na Dunaju. Tja se je družina preselila leta 1981. Njegov oče, rojen na Dunaju, je v času do selitve delal izmenično na Dunaju in v Berlinu. Na Dunaju je Kehlmann zaključil šolanje na Kollegiumu Kalksburg, nato je študiral filozofijo in literaturo. Mednarodni uspeh je leta 2003 dosegel s svojo knjigo »Jaz in Kaminski«. Njegov roman »Izmera sveta« pa je pri kritikih in bralcih postal eden največjih uspehov nemške povojne literature.
Leta 2001 je bil Kehlmann gostujoči profesor za poetiko na univerzi Mainz. V zimskem semestru 2005/6 je bil profesor poetike na visoki šoli Wiesbaden, kasneje v zimskem semestru 2006/7 pa je predaval na univerzi Göttingen. Skupaj z Jonathom Franzem in Adamom Haslettom je bil Daniel Kehlmann Tübigenski gostujoči profesor za poezijo leta 2010. Decembra 2010 je bil kot t. i. predavatelj literature za svetovno literaturo na IK Morphomata univerze Köln. V letnem semestru 2012 je deloval kot gostujoči profesor na nemškem oddelku Newyorške univerze. Daniel Kehlmann je član Mainske akademije za znanost in literaturo, der Freien Akademie der Künste v Hamburgu in nemške akademije za jezik in literaturo. V letnem semestru 2013 je Kehlmann prejel mesto predavatelja centra za kulturo in dialog znanja (ZKW) univerze Koblenz- Landau.

## Literarno delo
»Pripovedovalec«, tako Daniel Kehlmann opiše, v eseju »Kje je Carlos Montúfar?«, svojo pripovedovalno samorazumevanje,: »operira z realnostmi. Iz želje, da bi obstoječo realnost oblikoval po svoji podobi, ustvari drugo privatno…« - » Pripovedovati pomeni, da se spustiš na področje, kjer še nihče ni bil. Da podaš razvoj, obliko, strukturo, sosledje tam, kjer jih realnost ne nudi.«
Kehlmann ustvari svoje protagoniste in njihove zgodbe ter se postavi v vlogo bralca – neke vrste eksperiment, da bi stvari videl iz bralčeve perspektive. Njegove figure so praviloma ekstremno nagnjene v eno ali drugo stran. (Ekstremno površne in neuspešne) kot v »Jaz in Kaminski«, ali pa izjemno nadarjene in vzvišene v romanu »Mahlerjev čas«. Napetost nastaja iz vprašanja, kdaj in kako bo tem ekstremnim figuram spodletelo.
Kehlmannove figure živijo v realnosti, ki nam je zelo znana. Istočasno pa se srečujejo z mejami te realnosti. V »Predstavi Beerholmsa« misli čarovnik, ki nastopa na odru, da lahko zares čara, v »Mahlerjevem času« mlad znanstvenik misli, da je odkril formulo, ki lahko onesposobi čas in v svojem romanu »Slava : roman v devetih zgodbah« Kehlmann popolnoma izbriše meje med realnostjo in fikcijo.
Znanstveniki so Kehlmanna označili za »magičnega realista«. S tem je bil uvrščen v tradicijo, ki seže nazaj vse do leta 1920 in je med drugim povezana tudi z imeni, kot so: Alfred Kubin, Alexander Larnet - Holenia in Leo Perutz, ter z latinoameriškimi pisatelji, kot je Gabriel Garcia Marquez. Ta uvrstitev se zdi pravilna vse do njegove novele »Oddaljen kraj«, čeprav roman »Jaz in Kaminski« ne spada v to kategorijo. V tem romanu protagonist vidi priložnost, da bi pred smrtjo ravno še znanega slikarja Kaminskega zapisal njegovo biografijo in bi si s tem utrdil pozicijo kritika v slikarstvu. Pri konfrontaciji s Kaminskim protagonist spozna, kako malo je bilo vredno njegovo dosedanje življenje.
»Izmera sveta« je z 2,3 milijoni prodanih izvodov, v nemško govorečih državah, Kehlmannov najuspešnejši roman. Na seznamu mednarodno najbolje prodajanih knjig leta 2006, ki ga je objavil New York Times 15. aprila 2007, je roman zasedel drugo mesto. Roman pripoveduje življenjske zgodbe znanstvenikov Alexandra von Humbolta in Karla Friedricha Gaussa, ki jih krasijo številnimi izumi. Roman o nastanku moderne znanosti, nemške klasike. Velik del knjige je napisan v premem govoru, zato nastane veliko smešnih učinkov. Zgodovinarji močno kritizirajo opis figur in njihovega časa.
Januarja 2009 je izšla Kehlmannova knjiga »Slava- roman v devetih zgodbah«. Že pred izidom je roman izzval veliko zanimanje medijev. Zaradi tega je časopis Frankfurter Allgemeine Zeitung 28. decembra 2008 izdal avtoriziran prednatis dela romana in intervju z avtorjem, nato je 5. januarja 2009 v reviji Der Spiegel sledil natis dela romana z dodano kritiko. Zaradi kršenja roka izdaje je založba Rowohlt medtem revijo že tožila. Roman »Slava« so kritiki sprejeli zelo deljeno. Kritike so imele razpon od svetovne literature do proze za germaniste, to je v časopisu Frankfurter Allgemeine Zeitung 18. februarja 2009 vodilo do redkega pojava »kritike kritike«. Ko je bil Kehlmann v intervjuju z literarnim časopisom Volltext dobil vprašanje o odzivu kritikov na njegov roman in o »alternativah literarno kritične prakse« je odgovoril: » To je kot z zobozdravniki. Vprašaš se, zakaj obstajajo ljudje, ki ta poklic prostovoljno izvajajo. Vseeno pa zaradi tega ne moreš zahtevati, da to poklicno smer izbrišejo. Zobozdravniki pa so, tega ne moremo zanikati, boljše izobraženi.« S sredino februarja 2009 je bilo prodanih že 300.000 izvodov knjige. Na seznamih najbolje  prodajanih knjig, objavljenih od revij »Der Spiegel« in »Focus«, je zasedala prvo mesto. Kasneje je na letnem seznamu najboljše prodajanih knjig revije Der Spiegel zasedla deseto mesto.
30. avgusta 2013 je izšel novi roman Daniela Kehlmanna z naslovom »F«. Pripoveduje zgodbo treh bratov, ki so bili lažnivci, prevaranti in izkoriščevalci. Naslov je na seznamu za nagrado »Deutscher  Buchpreis« 2013.

### Esejistika in literarna kritika
Svojo precej eksperimentalno orientirano poetiko pri pisanju zgodovinskega romana, pojasni Kehlmann v zbirki esejev v besedilu, ki je dal zbirki naslov, »Kje je Carlos Montufar?«. Kehlmann se je že velikokrat postavil v vlogo kritika, med drugim za časopise, kot so; die Süddeutsche, die Frankfurter Rundschau, die Frankfurter Allgemeine Zeitung, Volltext, Literaturen,  in za revijo Der Spiegel. Velike simpatije je pokazal za delo Vladimirja Nabokova, od politično angažiranih pisateljev, kot je Bertolt Brecht 2008, pa se je distanciral. Vseeno pa so poskušali Kehlmanna povezati ne le z Brechtom, ampak celo z Karlom Marxom.

### Predelave del
V dunajskem gledališču Salon5 je septembra 2008 potekal prvi nastop dramatizacije dela »Jaz in Kaminski«(v režiji Anne Marie Krassnigg). V istem mescu je bilo v mestnem gledališču Braunschweig  prikazano delo »Izmera sveta«, predelano s strani Englersa. V septembru 2009 je bilo mogoče na festivalu ZORN! – dramatično pripovedovanje danes, videti prvi nastop kratke zgodbe »Mrtvi«. Prikazana sta tako predstava(režija Benedikt Haubrich), kot film (režija Tobias Dörr). Na festivalu Reichenau je bilo v sezoni 2010 mogoče videti prvo predstavo romana Daniela Kehlmanna »Slava«, ki je bila za oder prirejena od Anne Marie Krassnigg. Uprizoritev Krassniggove je kritika opisala s »precej ohlapnim zaporedjem dogodkov«.

### Ostalo
V Kehlmannovi kolumni science@fiction, ki je izšla 25. marca 2007 v znanstveni reviji heureka! dunajskega tednika Falter, se je pisatelj izrazil tudi o članku na Wikipediji. Povedal je, da je v nekaterih detajlih napačen in da služi kot glavni vir informacij za novinarje, ki o njem pišejo. Tam je tudi podal izjavo, da je iz zabave v članek z naslovom Reagge Music vnesel napačne podatke. To izjavo je kasneje v svoji kolumni preklical.

## Dela in publikacije
- Predstava Beerholmsa (Beerholms Vorstellung),roman, založba Deuticke, Dunaj 1997
- Pod sonce (Unter der Sonne), pripovedi, založba Deutickr, Dunaj 1998
- Mahlerjev čas (Mahlers Zeit), roman, založba Suhrkamp, Frankfurt am Main 1999
- Oddaljen kraj (Der fernste Ort), novela, založba Suhrkamp, Frankfurt am Main 2001
- Jaz in Kaminski (Ich und Kaminski 2003; sl.2006), roman, založba Suhrkamp, Frankfurt am Main , ISBN 978-961-241-125-1
- Izmera sveta ( Die Vermessung der Welt 2005; sl. 2007 ), roman, založba Rowohlt , Reinbek bei Hamburg, ISBN 978-961-241-189-3
- Kje je Carlos Montufar? ( Wo ist Carlos Montufar?), esej , založba Rowohlt, Reinbek bei Hamburg 2005
- Ti zelo resni vici. Predavanja poetike. ( Diese sehr ernsten Scherze. Poetikvorlesungen. ), založba Wallstein, Göttingen 2007
- Rekviem za psa ( Requiem für einen Hund), pogovor z Sebastianom Kleinschmidtom, Matthes & Seits , Berlin 2008
- Portret Leota Richtersa ( Leo Richters Porträt) ,založba Rowohlt, Reinbek bei Hamburg 2009
- Slava : Roman v devetih zgodbah ( Ruhm : Ein Roman in neun Geschichten 2009; sl.2010), založba Rowohlt, Reinbek bei Hamburg, ISBN 978-961-242-276-9
- Pohvala : O literaturi (Lob: Über Literatur), založba Rowohlt, Reinbek bei Hamburg 2010
- F. , založba Rowohlt, Reinbek bei Hamburg 2013

## Gledališka dela
Daniela Kehlmanna so zadolžili napisati dramsko delo za Salzburški festival. S prvo predstavo tega dela 2010 naj bi bil odprt gledališki program festivala. Načrtovana je bila produkcija v režiji Matthiasa Hartmanna. Julija 2009 je Kehlmann v svojem govoru na festivalu, o katerem so kontroverzno diskutirali, kritiziral teater nemško govorečega prebivalstva, zaradi tega je poslalo zelo težko najti nekoga, ki bi njegovo delo režiral. 1. Avgusta 2011 je bilo na odru mogoče videti Kehlmannovo prvo predstavo Duhovi v Pricetonu (Geister in Priceton), katere režijo je prevzel Cristopher Hampton. Delo predstavlja življenjske situacije matematika Kurta Gödela. Na velikem odru pa se je predstava pokazala šele septembra 2011 pod režijo Anne Badore. Predstava je bila odigrana v teatru Graz (Schauspielhaus Graz).
Novembra 2012 je bilo prikazano njegovo drugo dramsko delo v teatru Josepstadt na Dunaju. Delo je bilo predstavljeno pod režijo Herberta Föttingerja.

## Nagrade
- 1998 stimulativna nagrada kulturnega kroga za nemško gospodarstvo ( Kulturkreis der deutschen Wirtschaft)
- 2000 štipendija Literarisches Colloquium v Berlinu
- 2003 stimulativna nagrada avstrijskega kanclerja
- 2005 Candide Preis literarnega društva Minden
- 2006 literarna nagrada fundacije Konrada Adenauerja (Konrad Adenauer Stiftung) , nagrada Kleista (Kleist-Preis)
- 2007 literarna nagrada časopisa die Welt
- 2008 nagrada Thomas Mann ( Thomas-Mann-Preis)
- 2012 gledališka nagrada Nestroy (Nestroy Theaterpreis)